# 15418 Sergiospinelli
15418 Sergiospinelli eller 1998 DU35 är en asteroid i huvudbältet som upptäcktes den 27 februari 1998 av de båda italienska astronomerna Giuseppe Forti och Maura Tombelli vid Cima Ekar-observatoriet. Den är uppkallad efter Sergio Spinelli.
Asteroiden har en diameter på ungefär 14 kilometer.